# 鄧佳華
鄧佳華（1994年6月4日—），藝名真田弦一華，臺灣網路紅人、AV男優。以其外貌與多次引起輿論爭議的言論而為人所知。

## 早年生活
1994年，鄧佳華出生於台北縣板橋市 （今新北市板橋區），目前住在桃園縣中壢市（今桃園市中壢區）。他父母的婚姻關係，在他就讀國小5年級時發生變化；他與妹妹因而被托給祖母撫養。他自稱自幼即因「暴牙」四處遭嘲弄，人際關係因而常常陷於負面與孤獨情緒。在接受中華民國常備兵役軍事訓練期間，經三軍總醫院北投分院等诊断，他因「智能偏低」而被准予停止接受訓練。

## 工作生涯
鄧佳華在2013年底退役後本有意就業，雖在各人力銀行投履歷，但皆無回應。
2016年7月18日上午，鄧佳華日前被一名某網友捕獲拍到他在北台灣統一超商某間分店當店員，鄧的友人、大學學生許東華表示，這次是經過好友沈培安介紹，才會讓鄧佳華有機會在超商工作。2018年5月25日，有媒體報導，鄧因在桃園中壢觀光夜市某一家飲料攤當店員，不料隔天立刻被通知「不用來了」。鄧的友人引述鄧的父母所言，向社會大眾喊話：「希望大家能給他一個工作機會，不要讓他每天一直窩家裡閒閒沒事發怪文章、不賺錢」，因為「能夠讓他對工作感到興趣而願意賺錢，是很正向的變化」，同時也謝謝大家關心。2018年8月3日，鄧一身勁裝出席2018年第七屆台灣成人博覽會，在展示區被女模貼身熱舞，更被拉進浴缸與女模一起洗泡泡浴。
2021年8月15日，鄧佳華在臉書上發表他已進入日月光任職作業員，更表示：「訓練課程的老師很友善，完全沒有壓力的學習。伙食兩餐免費供應，吃得飽又能專注學習。工作環境乾淨舒適，會做3年以上的。」然而8月25日爆料稱，他已於8月23日因未通過考試而離職。9月5日，鄧佳華經由介紹進入某間電子廠工作，老闆承諾不會隨意資遣；豈料才上班一天就被告知因為「影響公司秩序」，不用再來上班了，氣得在臉書頻發文喊：「我本身就有新竹物流的經驗，小、中、大物流廠根本是狗眼看人，就是不讓我錄取」、「將會採取告知勞動局的行動，做人不要太絕了，別把我的路斬斷了」。9月13日，鄧佳華在臉書透露是因為無法克服對蝦子的恐懼。此外，他的朋友則向媒體透露，另一個原因是工作地點離家太遠、媽媽不捨。同日，連千毅在臉書上發表，鄧佳華進入他的直播團隊，任職直播小幫手。

### 雞蛋糕店
2022年8月11日，鄧佳華發文透露現在改賣雞蛋糕，雞蛋糕店地點位於台北市公館商圈。2023年5月，鄧佳華宣稱雞蛋糕店老闆因在Google被一名消費者打上「一星負評」，指他愛亂在社群平台發文，就逼他離職。雞蛋糕店老闆則回應鄧佳華為主動辭職。

### 美髮助理
2023年9月5日，鄧佳華在臉書貼出擔任「美髮助理」工作照片，表示：「第一次做美髮業，感覺不錯。」畫面中，只見他專注幫客人搓髮洗頭，還與正妹同事開心比YA合照。9月9日，T妹爆料，鄧佳華在店家門口偷拍女子裙底風光被逮。11月29日，鄧佳華之前曾說要到美容院工作卻不去，他表示，女生頭髮吹乾很麻煩，這工作太累了。

### 色情片演員
2021年12月9日，鄧佳華答應AV片商TWAV的合作提案，正式接拍成人片。台灣AV導演圤智雨證實，鄧佳華將與台灣AV女優孟若羽合拍AV《華根初上》。至於拍片價碼，圤智雨透露，鄧佳華片酬為零，孟若羽酬勞加六成。會這樣決定，是因為這次拍片並不是聘請鄧佳華當專業男優，而是幫他「圓夢」。孟若羽薪水多六成的原因也很實際，「跟鄧佳華做這件事，其實鄧不是帥哥，更是公認的不好看，更多人留言噁這件事。我想也不太需要證明我說的是否真假，就大家都認同吧，所以漲價是對女優的尊重」。12月12日，孟若羽透露，她自從與鄧佳華合演《華根初上》的消息曝光後，身邊的家人與朋友還有粉絲都提出極大的反對意見，讓她不堪其擾，最後與經紀人商討後，決定退出這次的合作。2022年2月21日，圤智雨接受《三立新聞網》專訪時爆料，孟若羽臨時辭演《華根初上》是事先套好招的，「全世界都被我耍了，你看到的大部分東西都是行銷」。對此，孟若羽在IG回應「終於洗白」。
2022年，鄧佳華透露已確定會拍第四部AV。
2023年12月2日在社群媒體又鬧得沸沸揚揚，和一位女優經紀人似乎隔空喊話。起因則是這位女優經紀人，過去曾幫鄧佳華介紹一位新人女優，要合作拍AV，最後鄧佳華卻突然爽約、說不拍就不拍，讓這位經紀人非常不開心。但鄧佳華對於自己不願意拍攝的原因，透露「關於我第四部成人作品，是我自己不願意拍攝，因為內容是我要扮演河童」。記者又追問為什麼不願意扮河童，鄧佳華說「之前扮過了，那是要畫在身上，所以之後要清理很難清」，另外也分享自己之前的照片，透露「這樣清理的話，就要花四小時才洗得乾淨」，也因此拒絕了新的一部作品。

## 網紅生涯
2012年，鄧佳華在Facebook發表影片，內容為其複誦臺灣話詞彙「番仔」。同年也發表以白曉燕事件為主題的影片，並在被批評後下架影片。
2013年9月，進入國軍服役，中華民國國防部官員擔憂發生事故，將他安排在818醫院；11月19日因智能偏低而停止軍事訓練。
2017年2月22日，有媒體報導，鄧因在感情上受挫，甚至在2016年年底，被前女友騙走新台幣500萬元，鄧的前女友不但人消失，手機號碼更換，導致鄧找不到她，才讓他有了跳摩天輪自殺念頭。

### 法律事件
2013年1月，鄧佳華表示要炸掉總統府，後遭警方逮捕。年底，在Facebook發表自慰的影片，臺灣桃園地方法院依「散布猥褻影像罪」判處拘役50日，如易科罰金，以新臺幣1000元折算1日，即〈102年度壢簡字第1533號〉 （页面存档备份，存于）判決。
2014年中，新竹籍的黃男不滿鄧佳華，成立臉書社團「反鄧佳華網路騙錢粉絲團」，鄧佳華認為黃男「有黑道背景，放高利貸威脅他人」，黃男向臺灣新竹地方法院對鄧佳華提出毀謗。新竹地方法院後來依「散布文字誹謗罪」判處鄧拘役10日，易科罰金新台幣1萬元。
2015年6月19日，鄧佳華在臉書上傳一段未成年少女遭毆打的影片，經網民廣泛討論、轉載，未成年少女竟因身心受傷欲自殺。鄧佳華被少女父母提告，法院處服刑30日。同年，與網路紅人「法拉利姐」張婷婷、「煎熬弟」鍾明軒等人拍攝了由鄧佳華友人許東華所拍攝製作的MV《驚奇3超人：改變帶來重生》。
2017年5月8日，鄧佳華在臉書上發表他和新北市立新埔國民中學一名八年級女學生喇舌（法式接吻）的影片，與另名網紅「吃屎哥」游兆霖一起散佈此影片，被女學生母親提告妨害風化與強制猥褻罪，後兩人下跪道歉。臺灣新北地方檢察署鑒於女學生和鄧親吻、拍攝影片是雙方合意，最後以不起訴處分。5月9日，鄧佳華臉書貼出與他人對話，表示自己受到綜藝節目《國光幫幫忙》邀請，將上節目進行訪談。《國光幫幫忙》製作單位對此回應，表示團隊中沒有「小雨」這個人，呼籲粉絲們不要上當受騙，目前已經進入法律程序，希望能將冒用節目名義在外招搖撞騙的人揪出來！
2024年1月，鄧佳華任職美髮助理期間偷拍女設計師裙底風光案，桃園地檢署偵查終結，認為建請桃園地方法院對鄧佳華從重量刑。2月1日，鄧佳華透過IG發文控訴，他在桃園市經營的山東大餅路邊攤遭到網友惡意檢舉而被桃園市政府警察局交通警察開罰單，「不要沒事找事做，做生意是非常辛苦的，警察辛苦了、特別來關切」；同時貼出警察開罰單的照片，求網友安慰。根據《三立新聞網》先前的訪問透露，鄧佳華目前兼職賣山東大餅兩天，狀況都還不錯，而粗估一天最高收入達到新台幣800元。2月19日，鄧佳華又換工作，頭髮剃短在抖音直播，剛好有記者訪問

### 暴力事件
2013年春，鄧因在Facebook發文認為來自中壢區、桃園區、高雄市者長相都像狗，在苗栗縣一間網咖被大批網友毆打。2015年9月，因針對網友亡友發言不當，設局安排少女約出鄧佳華，後綁架他到台北市萬華區亡者靈堂，並逼他下跪道歉、摺紙蓮花，且將過程攝影公開於網路上及毆打鄧佳華，軟禁他7小時，鄧全身是傷向警方提告。

### 其他事件
2015年5月，鄧佳華在臉書上冒用網紅紀卜心名義成立帳號，後被網友檢舉，紀卜心對此建議公眾不要理他。2016年11月13日，在臉書口無遮攔的發表對外籍勞工的看法，表示「是哪個白痴開放外勞來台的？每次搭火車跟一堆外勞擠來擠去真的很噁心，而且外勞很臭！！」並放上一張自己捏鼻露暴牙皺眉的照拍照，大呼「逛台北地下街都有外勞味道！我根本吃不下飯，聞到外勞味我都快吐了！」讓不少網友看到該文章，忍不住留言怒批。
2016年6月22日晚上，台北市松山區饒河街觀光夜市許多路人目擊鄧佳華穿著清涼高衩連身泳裝上街，似乎很熱，下半身幾乎裸露，正在買西瓜汁，把照片發上臉書後引發熱烈討論。他本人傍晚也透過手機上臉書直播吃仙草，還不斷抬起手對著鏡頭露出腋毛，和粉絲打招呼，最後更應觀眾要求「大方」走秀，一度翹起屁股秀出裸背，作風相當大膽。7月15日，鄧佳華當天晚上在自己臉書上向粉絲公告，他個人肖像LINE貼圖上架販售。
2016年7月24日，鄧佳華在網上上傳了穿著高衩三角泳裝跟2位員警拍照，有網友直接問「妨礙風化被抓了嗎」，原來鄧為了海洋音樂祭才做出這身打扮，而2位員警是鄧的粉絲才會一同合照。而鄧的友人也在不久之後在警局打卡時，鄧的友人開玩笑表示「又白目了…只好…去一趟（誤）」。該張照片也被一度放到臉書上。現場目擊民眾則說鄧佳華的泳裝開衩太高，甚至露出陰毛，不過現已刪除。
2016年8月5日，鄧佳華在臉書表示，他自己替張婷婷宣傳新歌，有義務向她收新台幣6.5萬元的酬勞，並表示如果3天內沒收到匯款將提告。張婷婷在臉書上回應，她已經負債新台幣一百多萬元，怎麼還有錢呢！她直言，MV找來的伴舞與宣傳全都是鄧佳華的友人，MV導演是許東華找的，要索取費用應該也是找許才對，「如果鄧先生還是堅持要告我張婷婷的話，那我也只好奉陪到底了！」不過許東華表示，鄧佳華只是開玩笑，不是真的要告。事後鄧本佳華將揚言提告的發文刪除。
2016年11月4日，鄧佳華為了履行臉書上的約定「MLB芝加哥小熊奪得世界大賽冠軍就跳淡水河」，當天下午穿著高叉泳裝來到關渡大橋準備跳河，遭到新北市政府警察局、新北市政府消防局阻止；但鄧晚上轉移陣地到淡水老街金色水岸，準備再次跳河，仍然遭到警察阻止。鄧在隔天莊敬高職校慶上向採訪的媒體記者表達自己對此事件毫無悔意。

## 感情相關發言
2016年9月15日，鄧佳華在臉書上分享一則和網路小模陳薇薇的喇舌影片。事後陳薇薇向網路正妹T妹哭訴，是被陷害的；但有一名馬來西亞民眾向台灣蘋果日報爆料並提供兩張當時的現場照，表示其實這是一名老闆出錢讓兩人上演喇舌，是刻意炒作的。
2016年9月24日，陳沂邀鄧佳華聊天的舉動引起網友憤怒，認為她是想搭最近新聞的便車，衝高自己的人氣。陳沂回應：「做這個直播的目的，是要告訴大家：尊重和你不一樣的人。」陳沂表示，她也很反對鄧佳華的爭議舉動，但鄧佳華最近的事情沒有傷害別人，是他的自由，做自己沒有什麼不對；與其罵他，不如好好的溝通；想紅的方式有很多，希望他能選擇不傷害他人的方式。10月1日，鄧佳華因未經陳沂許可，在臉書更改感情動態「和陳沂穩定交往中」，引起粉絲、媒體關注，讓陳沂氣得刪他好友。鄧佳華稍早又在臉書上傳向陳沂的懺悔影片，除了流淚道歉，還賞自己巴掌！
2016年10月7日，鄧佳華在臉書上將藝人林茉晶設為「穩定交往對象」，林茉晶對此揚言提告。藝人陳零九多次相勸鄧佳華無果。
2017年3月2日，鄧佳華在臉書上發出一張與周子瑜在視訊合成模擬照，並對她做出公開猥褻與意淫。3月3日，鄧佳華在藝人解婕翎臉書上留言「婕翎寶貝，可以跟妳掛穩交嗎？」，並附上自己開嘴吐舌的照片。解婕翎一看到，毫不留情地直接留言回應「噁爛！」，隨後便將貼文刪除。3月8日，鄧佳華在臉書上發出先鎖定捲入小模命案的梁思惠後，捏造與梁姓女子的親密對話，內容中有刻意模仿起女方的注音文，寫下猥褻示愛文。3月9日，鄧宣稱要當梁女的男友，想要保護對方，不讓她遭任何人栽贓。
2020年9月19日，鄧佳華在臉書上透過直播弔念藝人黃鴻升（小鬼）時，寫下「明天（9月20日）以『藝人』的身份，出席小鬼的靈堂。」9月20日，對陳星諠（星諠）揉胸、頂下體等性騷擾事件已有判決結果，判決為刑事部分判拘役20天，得易科罰金。10月7日，鄧佳華在已故藝人黃鴻升前女友峮峮臉書貼文下，直接留言寫著「我會守護妳」。
2022年5月22日，鄧佳華因在臉書纏上網紅「皇甫萌熹」吳昱萱，接連高調發文告白，遭大批網友狂譙「噁心」。對此，鄧佳華終於不忍，在臉書上po文爆氣反擊。然而網友們隨即發現，鄧佳華的貼文根本不是自己寫的，而是複製貼上網紅小玉(朱玉宸)2018年創作的歌《社會亂源》部分歌詞。
2022年10月，鄧佳華受模特兒「波多野解衣」鍾儀邀請演出，預定在10月5日出席雲林縣斗六黃昏市場的「賣魚促銷」活動。鄧佳華臨時爽約，獅子大開口要將演出酬勞提高至新台幣10萬元。10月7日，鍾儀在臉書上公開鄧佳華說謊的證據，怒轟鄧佳華「沒香蕉的人！」
2023年5月5日，在韓國youtuber企鵝妹走在桃園市桃鶯路開實況時，鄧佳華化身為小粉絲上前搭訕，還拿出其參與的影片作品封面問企鵝妹「你有看過我的作品嗎？」沒想到企鵝妹竟然驚訝點頭說認識他，接著2人就握手合照。鄧佳華將兩人合照PO上臉書，留言：「我們握手了，妳在實況好多人看到。只要妳在桃園中壢的一天，我就會保護好妳！」 （页面存档备份，存于）
2023年8月，鄧佳華來到民主進步黨桃園市黨部填表申請入黨，理由是「為了黃捷」、「為了賴品妤」、「為了民進黨」，但因涉入性騷案而被駁回。《三立新聞網》稱，民進黨匿名人士表示，鄧佳華涉入性騷案，不可能核准入黨。

## AV作品
- 《華根初上》（2021年）
- 《華根初上2》（2022年）
- 《猛假》（2022年）
- 《華根上英》（2024年）

## 外部連結
- 鄧佳華的Facebook專頁 （页面存档备份，存于）
- 鄧佳華性騷擾判決書 （页面存档备份，存于）